# Stamnodes margarita
Stamnodes margarita är en fjärilsart som beskrevs av W. Warren 1905. Stamnodes margarita ingår i släktet Stamnodes och familjen mätare. Inga underarter finns listade i Catalogue of Life.